# Oxepan
Oxepan je kyslíkatá heterocyklická sloučenina se šesti uhlíkovými a jedním kyslíkovým atomem v cyklu.
Za přítomnosti kationtových spouštěčů jako je například (C2H5)3OSbCl6 jej lze polymerizovat za vzniku krystalického produktu s teplotou tání 56 až 58 °C.